# 經評審專上課程資料網
經評審專上課程資料網（英語：Information Portal for Accredited Post-secondary Programmes），簡稱：iPASS，是香港特別行政區政府教育局於2007年設立的綜合資訊平台，讓香港社會各界可以通過一個專門網站，掌握香港各專上院校所提供課程的詳盡資料。

## 概要
為促進專上教育的長遠和持續發展，教育局於2007年設立「經評審專上課程資料網」（iPASS），務求提高專上教育界別的透明度，讓市民更容易獲得有關資訊。在香港專上教育各持分者的支持下，各專上院校為網站提供有關院校及課程的詳盡資料方面，使iPASS可作為本地學生、家長及各關注團體的重要參考依據，讓大家掌握界別的最新發展情況。
iPASS於2007年設立初期僅收錄香港各院校所提供的經評審自資副學士學位課程資料，於2008年起加入自資學士學位課程的資訊，為回應香港社會大眾期望以單一平台收錄香港各認可專上課程資料的意見，令社會人士可在同一平台查看全香港各認可課程，包括政府資助課程的資料，以便學生揀選和報讀課程，因此教育局決定擴大iPASS所收錄的課程範圍至政府資助的課程。自2012年起，iPASS除收錄自資經本地評審專上課程外，亦同時提供各間專上院校「大學聯合招生辦法（JUPAS）」以外的全日制高級文憑、副學士和學士學位課程資料，包括由職業訓練局提供的政府資助副學位課程，以及香港演藝學院所提供的政府資助學士學位課程。
「經評審專上課程資料網」（iPASS）與「專上課程電子預先報名平台」（E-APP）雖然同為教育局設立的網上平台，也經常被同時提及，但兩者的用途並不相同。「經評審專上課程資料網」（iPASS）是一個全香港認可專上課程資料的發放平台，而「專上課程電子預先報名平台」（E-APP）是一個網上報名系統，兩者獨立運作，用途也不一樣。iPASS所收錄的認可課程，並不一定可經由E-APP申請，只是因為可在E-APP申請的課程，都是香港本地經評審的課程，所以才會與iPASS收錄的資料相似。

## 課程資料
教育局於2012年起擴大iPASS所收錄的香港本地認可課程範圍，包括大學聯合招生辦法（JUPAS）以外的全日制高級文憑、副學士和學士學位課程資料。
政府資助全日制經評審副學位課程
- 職業訓練局課程

自資全日制經評審副學位課程
- 本地課程

政府資助全日制經評審學士學位課程
- 香港演藝學院課程

自資全日制經評審學士學位課程
- 本地課程
- 非本地課程

自資全日制經評審銜接學位課程
- 本地課程
- 非本地課程

教資會資助全日制高年級學士學位課程

## 外部連結
- 經評審專上課程資料網（iPASS） （页面存档备份，存于）